# Inachidae
Inachidae (лат.) — семейство морских крабов из надсемейства Majoidea, включающее около 31 современных родов. Среди представителей семейства японский краб-паук — крупнейший современный вид ракообразных. В ископаемом виде известны с верхнего олигоцена (28,4 миллионов лет назад). Ископаемые остатки обнаружены в США, России, Австралии и в Японии.

## Роды
Inachinae раньше были подсемейством семейства Majidae. Теперь этому подсемейству присвоен статус семейства (Martin & Davis, 2001). В семействе 3 подсемейства и 31 род:
- Achaeopsis Stimpson, 1858
- Anomalothir Miers, 1879
- Calypsachaeus Manning & Holthuis, 1981
- Camposcia Latreille, 1829
- Capartiella Manning & Holthuis, 1981
- Chalaroachaeus de Man, 1902
- Erileptus Rathbun, 1894

Подсемейство Eucinetopinae Števčić, 2005
- Eucinetops Stimpson, 1860
- Grypachaeus Alcock, 1895

Подсемейство Inachinae MacLeay, 1838
- Achaeus Leach, 1817
- Cyrtomaia Miers, 1886
- Dorhynchus C. W. Thomson, 1873
- Dumea Loh & Ng, 1999
- Encephaloides Wood-Mason in Wood-Mason & Alcock, 1891
- Eurypodius Guérin, 1828
- Inachus Weber, 1795
- Macrocheira De Haan, 1839
- Macropodia Leach, 1814
- Platymaia Miers, 1885
- Trichoplatus A. Milne-Edwards, 1876
- Vitjazmaia Zarenkov, 1994
- Metoporhaphis Stimpson, 1860
- Oncinopus De Haan, 1839
- Paratymolus Miers, 1879
- Podochela Stimpson, 1860

Подсемейство Podochelinae Neumann, 1878
- Anisonotus A. Milne-Edwards, 1879
- Coryrhynchus Kingsley, 1880
- Ericerodes Rathbun, 1897
- Prosphorachaeus Takeda & Miyake, 1969
- Rhinospinosa Griffin & Tranter, 1986
- Sunipea Griffin & Tranter, 1986